# إدي جيميسون
إدي جيميسون (بالإنجليزية: Eddie Jemison)‏ ممثل أمريكي، ولد سنة 1963 في نيو أورلينز، لويزانا. لعب أدوارا مهمة في الأفلام الأمريكية، وفي العديد من المسلسلات التلفزية.

## فيلموغرافيا
- 1996: Schizopolis
- 1997: Relic
- 2004: ذا بونيشر

## مواقع خارجية
- إدي جيميسون على موقع IMDb (الإنجليزية)
- إدي جيميسون على موقع ألو سيني (الفرنسية)
- إدي جيميسون على موقع أول موفي (الإنجليزية)
- إدي جيميسون على موقع أول موفي (الإنجليزية)
- إدي جيميسون على موقع قاعدة بيانات الفيلم (الإنجليزية)
- إدي جيميسون على موقع كينوبويسك (الروسية)